# Monestiés
Monestiés település Franciaországban, Tarn megyében. Lakosainak száma 1385 fő (2022. január 1.). Monestiés Montirat, Almayrac, Carmaux, Combefa, Labastide-Gabausse, Saint-Benoît-de-Carmaux, Salles, Le Ségur, Trévien és Virac községekkel határos.

## Népesség
A település népességének változása:
| Lakosok száma | 1422 | 1388 | 1383 | 1367 | 1360 | 1358 | 1368 | 1376 | 1385 |
|               | 2013 | 2015 | 2016 | 2017 | 2018 | 2019 | 2020 | 2021 | 2022 |